# Don César de Bazan (film, 1909)
Pour les articles homonymes, voir Don César de Bazan.
Don César de Bazan est un film muet français réalisé par Victorin Jasset, sorti en 1909 et adapté de la pièce de théâtre du même titre de Dumanoir et Adolphe d'Ennery elle-même tirée du Ruy Blas de Victor Hugo,.

## Fiche technique
- Réalisation : Victorin Jasset

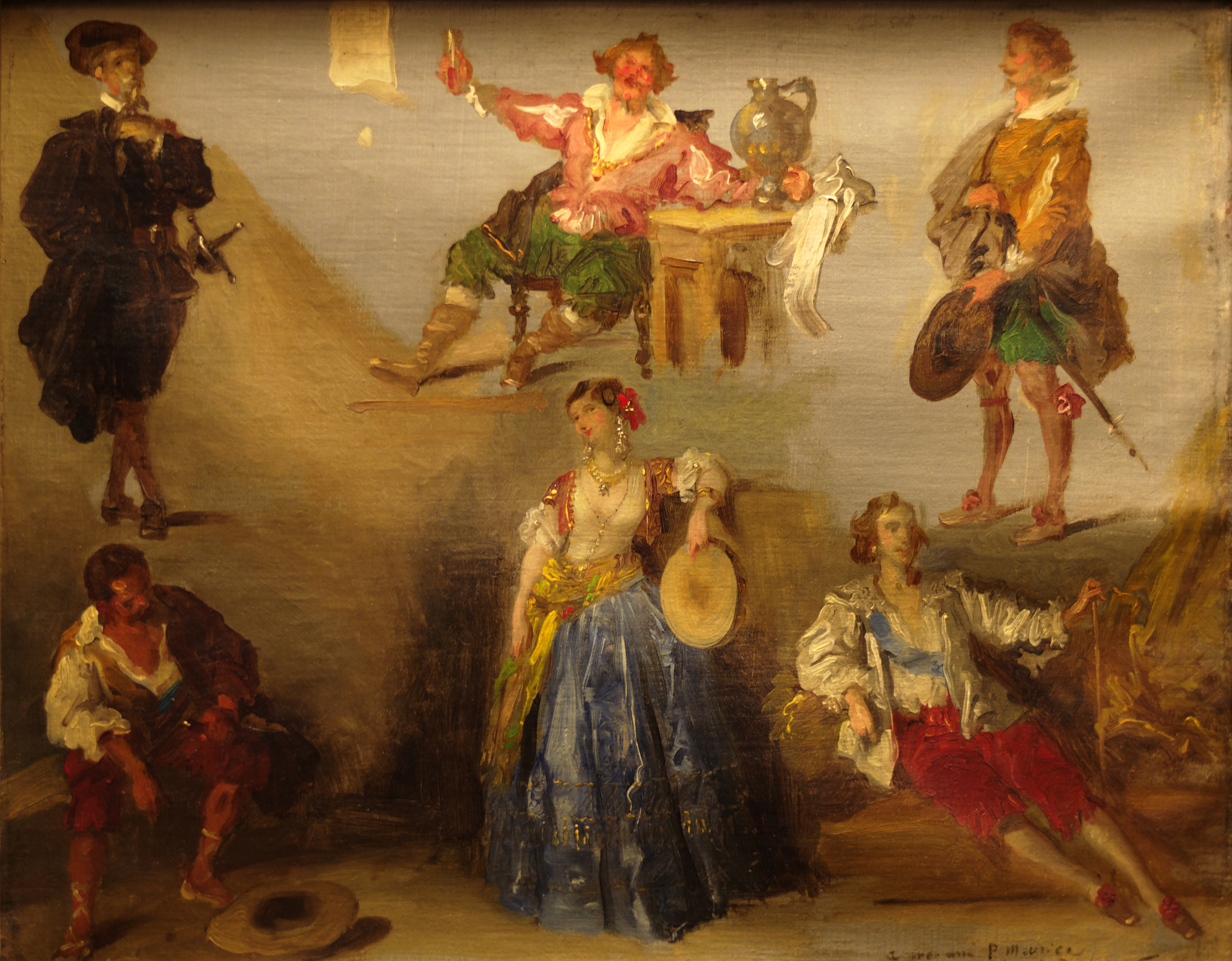
Six personnages de Victor Hugo par Louis Boulanger,
Musée des beaux-arts de Dijon.
Don Ruy Gomez - Don César de Bazan - Don Salluste
Hernani - Esméralda - Saverny

- Scénario : d'après la pièce Don César de Bazan de Dumanoir et Adolphe d'Ennery
- Date de sortie : France : 1909

## Distribution
- Harry Baur : don César de Bazan
- Jean-Marie de L'Isle : don José de Santarem
- Suzanne Goldstein : Maritana, chanteuse des rues
- Charles Krauss : le roi Charles II d'Espagne